# La Descente du singe
La Descente du singe est un recueil de fictions de l’écrivain québécois David Leblanc paru aux éditions Le Quartanier en mai 2007.